# Евлоев, Муслим Мухажирович
Муслим Мухажирович Евлоев (11 июня 1995, Малгобек, Ингушетия — 7 августа 2020, Назрань, Ингушетия) — российский и киргизский борец вольного стиля, чемпион Азии.

### Спортивная карьера
До начала 2015 года выступал в составе сборной России на юношеских и взрослых международных турнирах. Чемпион Москвы 2013 года. С 2015 года выступал за сборную Кыргызстана.
Решением международной федерации Объединённый мир борьбы (UWW) был дисквалифицирован и отстранен от участия в соревнованиях на период с 15 августа 2018 по 14 августа 2022 года за нарушение антидопинговых правил.

### Новость о гибели в ходеКТО
7 августа 2020 года в СМИ появилась информация, что Муслим Евлоев был убит в ходе контртеррористической операции в Назрани. Позже 7-8 августа 2020 года в некоторых СМИ появилось опровержение информации о смерти борца.

## Спортивные результаты
- Международный турнир памяти Кожомкула 2014 года — [4]
- Чемпионат Кыргызстана 2015 года —
- Чемпионат Кыргызстана 2016 года —
- Чемпионат Кыргызстана 2017 года — [5]
- Кубок Кыргызстана 2017 года —
- Турнир «Али Алиев» 2018 года —

## Видео
- Чемпионат Кыргызстана по вольной борьбе 2015, до 74 кг, финал: Муслим Евлоев (ЦОП) — Нарбек Изабеков (РСДЮШОР)
- Чемпионат Кыргызстана по вольной борьбе 2017, до 74 кг, финал: Ойбек Насиров (Ош) — Муслим Евлоев (ДОВС)